# Aldabrinus
Aldabrinus es un género de arácnido del orden Pseudoscorpionida de la familia Olpiidae.

## Especies
Las especies de este género son:
- Aldabrinus aldabrinus Chamberlin, 1930
- Aldabrinus floridanus Muchmore, 1974